# 鳥塚しげき
鳥塚 しげき（とりづか しげき、本名、鳥塚繁樹、1947年3月23日 - ）は、日本のミュージシャン、ギタリスト。

## 来歴
東京都港区三田小山町出身。実家はクリーニング店を営んでいる。
立教大学ではアマチュアのカントリーウェスタンバンドで活躍していた。加瀬邦彦のファンの女学生が、加瀬が新グループ結成に向けメンバーを探していることを立教の軽音部部長に相談し、部長に鳥塚を推薦され、女学生の仲介により加瀬と面会することになる。加瀬が鳥塚を気に入り、ザ・ワイルドワンズのメンバーに抜擢。
1966年11月に『想い出の渚』で東芝音楽工業（現：EMIミュージック・ジャパン）からデビューを果たす。同曲はデビュー・ヒットとなった。その後も青空のある限り、愛するアニタと佳曲を発表した。グループは71年に解散。
GS期・再結成後とも、バラード、フォーク、カントリー系の曲調を得意としており、甘い歌詞の曲でボーカルに抜擢されることが多い。
解散後も岡崎友紀主演のドラマやライブ活動で活躍。ヴィレッジ・シンガーズのギタリストでもあり、ビーイングのプロデューサーでもある小松久らとカントリーウェスタンバンド「鳥塚しげきとホットケーキ」を結成。
1980年には夫人の出産経験を活かしたラマーズ法のカセットテープを発売してヒットした。夫人の鳥塚のりこの手話ミュージックコンサートのプロデュース等、福祉活動にも積極的だったが、開催した手話ミュージックコンテストで2003年、不正審査をおこない不興を買ったために中止、やらなくなった。
ヤマハのバンドコンクールのMCでも有名。また、東急東横線・田園調布駅近くの、子供中心の鳥塚しげき音楽教室も好評。
NHK教育テレビで放送されていた「ワンツー・どん」に歌のお兄さんとして出演。挿入歌の作詞作曲も手掛けシングルとして発売。子供向けとして制作されたものではあるが、いずれの曲も鳥塚のカントリーウェスタン志向が反映されたものとなっている。特に1978年に発表した「虫虫虫めがねの歌」は子供たちを中心に人気を集めた。
「サンダーバード」に登場した執事、アロイシャス・パーカーに顔が似ているという理由で、「とんねるずのみなさんのおかげです」の「サンバーダード」にパーカー役で出演したというバラエティ番組でも活躍した経験もあった。
2006年にはワイルドワンズ結成40周年コンサートを日本武道館にて開催した。

## ディスコグラフィ

### シングル
- 写真（1971年、東芝レコード）
  - 作詞：鳥塚繁樹・作曲：加瀬邦彦
- 恋にはぐれて（テイチク）
  - 作詞・作曲・編曲：クニ河内
- 虫虫虫めがねの歌（1978年、NHK教育テレビ『ワンツー・どん』挿入歌。CBSソニー）
  - 作詞・作曲：鳥塚しげき
  - この曲はレコード版と三菱石油のプロモーション用に配布された17cmピクチャー盤フォノシート版とが存在し、それぞれ3番の歌詞が異なる（三菱石油版の歌詞には「三菱マーク」が登場する）。
- サーカスモン太の大脱走（1979年、TBS『ワンツージャンプ!』挿入歌。CBSソニー）
  - 作詞：伊藤アキラ、作曲：鳥塚しげき
- スーパーモン太の大冒険（1980年、『ワンツージャンプ!』挿入歌。CBSソニー）

### アルバム
- 明日をみつめて（テイチク）
  - 本作収録作品の『気がついてみたら』（作詞：瀧口洋子、作曲：杉田二郎、編曲：クニ河内）は、2005年発売のCD『GS卒業生紳士録～AFTER THE G.S.RUSH～』に収録された。

## テレビドラマ出演（俳優）
- ママはライバル（1972年 - 1973年、TBS） - 井上健 役
- 若さま侍捕物手帖 第8話「細腕の殺し屋」（1973年、KTV） - 茂吉 役
- 幡随院長兵衛お待ちなせえ（1974年、NETテレビ） - 桜井庄之助 役

※なお、映画への出演経験は一切ない。

## テレビ出演（バラエティなど）
- ワンツー・どん（NHK）
- ふしぎのたまご （1996年4月 - 1999年3月、NHK）
- カフェシティヨコハマ（TVKテレビ）-女性アイドルのコーナーの司会
- 夜のヒットスタジオ（フジテレビ） - ザ・ワイルドワンズとして出演。
- クイズグランプリ（フジテレビ） - 一般枠で単独出演。

## ドラマ音楽担当
- 土曜ワイド劇場
  - 「海底の死美人・ヒット曲は殺しのテープ」（1980年8月30日、テレビ朝日・大映映像） - 作曲
  - 「偽装誘拐　貧乏くじは君が引く」（1980年11月8日、テレビ朝日・大映映像） - 作曲
  - 「雪山の死美人　スーパーストア殺人事件」（1981年2月28日、テレビ朝日・大映映像） - 作曲
  - 「湖水の死美人・劇画殺人事件」（1981年8月8日、テレビ朝日・大映映像） - 作曲
  - 「殺人フィルムへの招待」（1982年7月31日、テレビ朝日・東宝） - 作曲
  - 「死美人ホテル　ビデオでつくる殺人計画」（1983年8月13日、テレビ朝日・大映映像） - 作曲
  - 「森村誠一の奔放の宴　新妻の秘密パーティー体験記」（1983年10月29日、テレビ朝日・国際放映） - 作曲
  - 「幻の結婚式」（1985年1月26日、テレビ朝日・松竹） - 作曲

## その他
- 読売ジャイアンツのファンである。
- かつては喫煙者だったが、現在はすでに禁煙している。